# Жовтнева (станція метро, Мінськ)
53°54′07″ пн. ш. 27°33′43″ сх. д. / 53.90194° пн. ш. 27.56194° сх. д.
Жовтнева (біл. Кастры́чніцкая) — станція Московської лінії Мінського метрополітену, розташована між станціями «Площа Перемоги» та «Площа Леніна». Є пересадковою станцією на станцію «Купаловська» Автозаводської лінії. Відкрита 30 червня 1984 року в складі першої ділянки метрополітену.

## Історія
2007 року було прийнято рішення замінити три ескалатори на нові чотири. Спочатку планувалося провести всі роботи за 3 місяці — з серпня по жовтень 2007 року, при цьому розглядалася можливість повного закриття станції. Однак затримки, які виникли при закупівлі ескалатора, зрушили ці терміни на кілька місяців. Узявши до уваги традиційно більше після літнього сезону навантаження на метро, було вирішено відкласти заміну ескалатора на літо 2008 року.
Станція була закрита для пасажирів з 9 червня по 26 вересня 2008 року. 27 вересня станція була ще закрита, а 29 вересня — відкрита. Був змонтований новий ескалатор виробництва Крюківського вагонобудівного заводу (Україна). Протягом цього терміну потяги проїжджали станцію без зупинки. Для компенсації незручностей пасажирів був організований безкоштовний автобусний маршрут, що дублював закриту ділянку, також на час реконструкції був скасований ліміт на кількість поїздок за проїзним на метро і введені додаткові квиткові каси у вестибюлі станції метро «Купаловська».
Нові ескалатори дозволили збільшити пропускну здатність пересадкового вузла з 25 тис. пасажирів на годину (при залученні 3 ескалаторів) до 33 тис. пасажирів на годину (при залученні 4 ескалаторів). Загальна вартість модернізації пересадкового вузла оцінюється в 15 млрд біл. руб., з них 12 млрд витрачено на закупівлю ескалаторів, супутніх систем і устаткування, а решта коштів — на будівельно-монтажні роботи.
Остаточним вирішенням проблеми перевантаження пересадкового вузла стане відкриття в повному обсязі третьої Зеленолузької лінії, що перетне перші дві на відстані 1-2 станції від вузла «Жовтнева» — «Купаловська» і знизить його завантаженість.

## Конструкція
Станція колонного типу із збірних залізобетонних елементів із збільшеною висотою 6,4 м, в оформленні використовуються теми жовтневої революції. Колони і колійні стіни облицьовані білим мармуром, підлога — полірованим червоним гранітом. Торцеві стіни прикрашені рельєфними білими панно.
У 1991 році на станції був побудований перехідний тунель з центру залу на станцію «Купаловська».
Перегін між станціями «Жовтнева» та «Площа Перемоги» є одним з найглибших в мінському метрополітені, глибина його становить до 25 метрів.

## Виходи
Виходи зі станції «Жовтнева» розташовані на проспекті Незалежності, біля Центрального будинку офіцерів, Палацу Республіки, а також музею Великої Вітчизняної війни та Центрального скверу. Обидва виходи обладнані ескалаторами. Один з виходів сполучений з виходом станції «Купаловська».

## Пересадковий вузол
Станція «Жовтнева» входить в єдиний пересадковий вузол мінського метро, і на сьогоднішній день є найбільш завантаженою, в години пік пасажиропотік до півтора разів перевищує максимально запланований. Було запропоновано кілька варіантів вирішення цієї проблеми, в тому числі встановлення додаткового ескалатора і реорганізація схеми переходу пасажирів з Московської на Автозаводську лінію.
- автобуси: 1, 69, 100, 111.

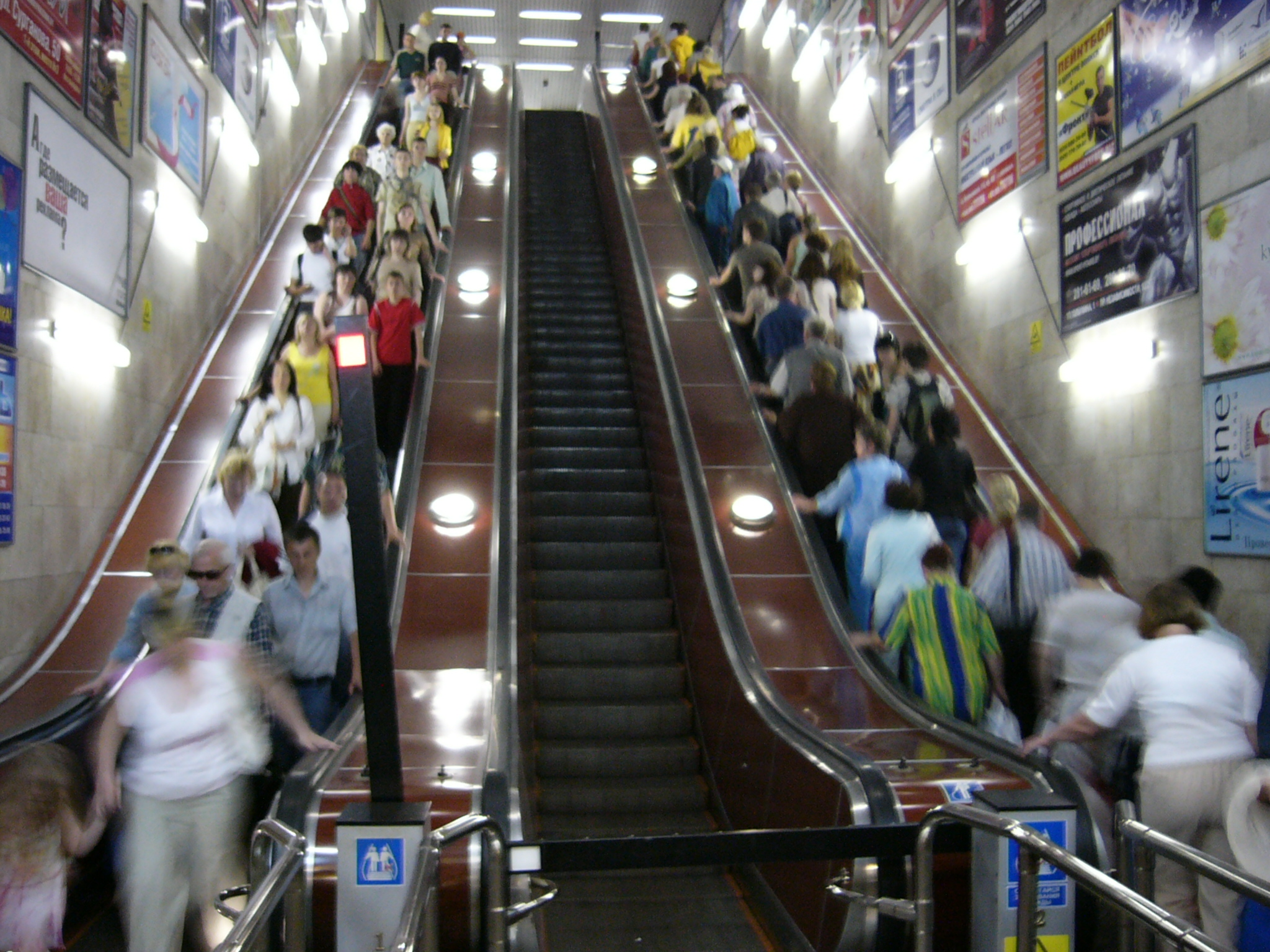
Потрійні ескалатори, що ведуть у загальний вестибюль станції, замінений у 2008 році
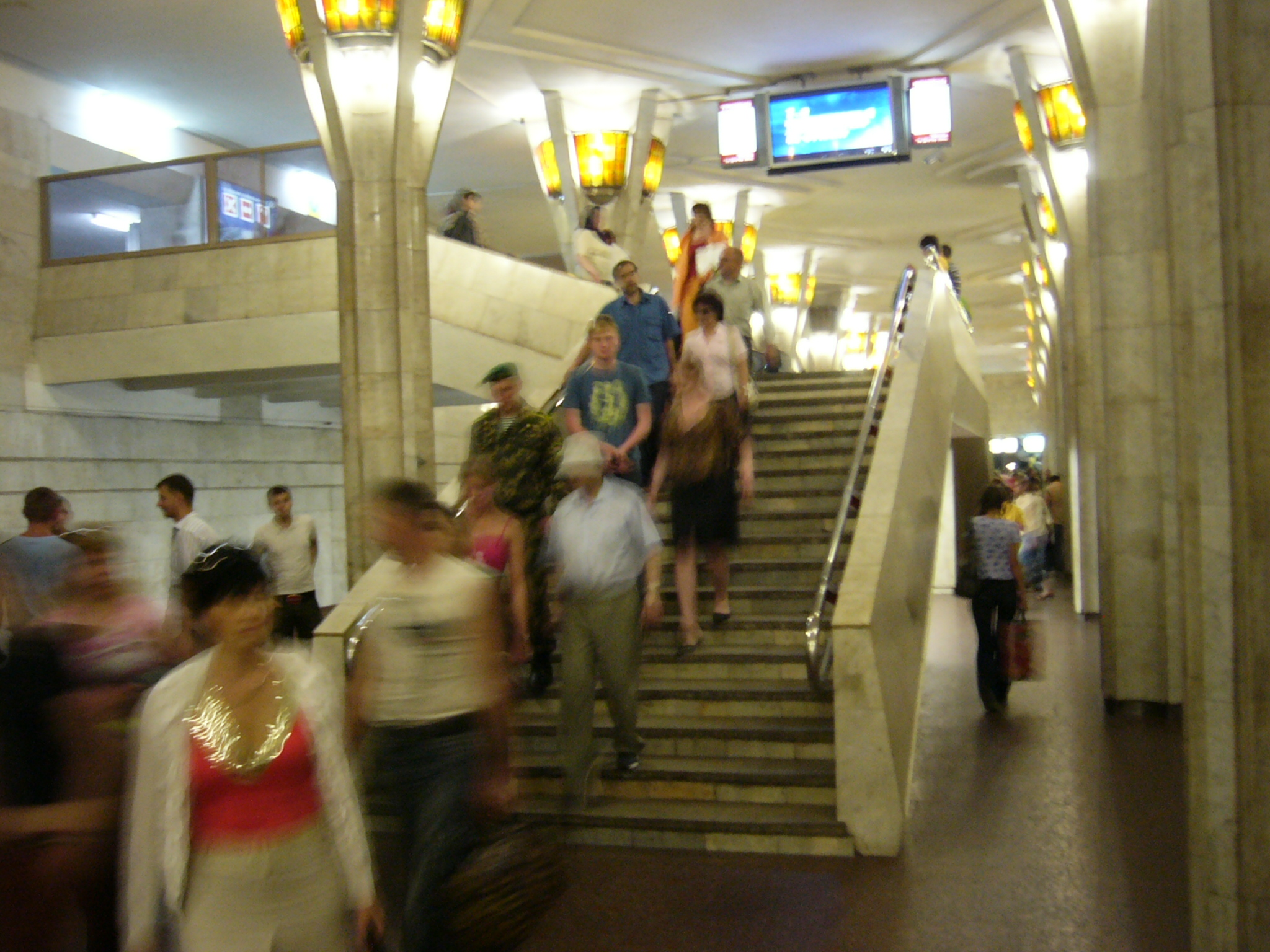
Сходинки в центрі платформи, що ведуть до переходу на станцію «Купаловська»

## Терористичний акт
11 квітня 2011 року на станції пролунав вибух. У результаті вибуху загинуло 15 і отримало поранення 205 чоловік . На думку деяких очевидців, від вибуху на станції «Жовтнева» обрушилися сходи, що ведуть на станцію «Купаловська».

## Галерея

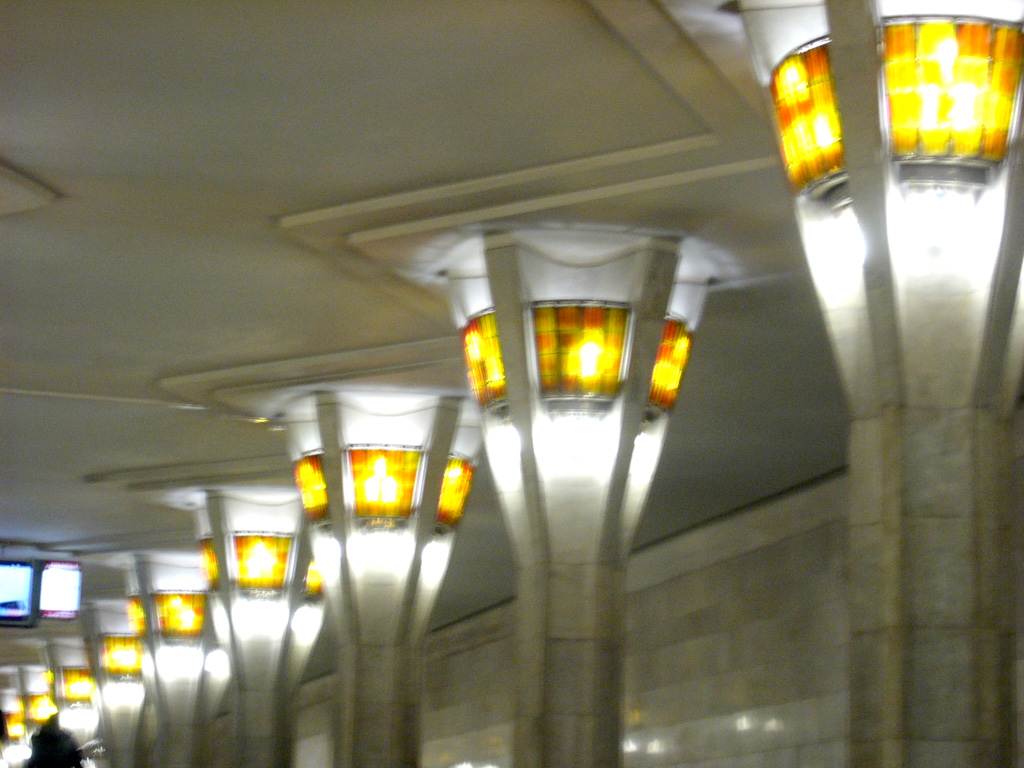
Світильники на колонах
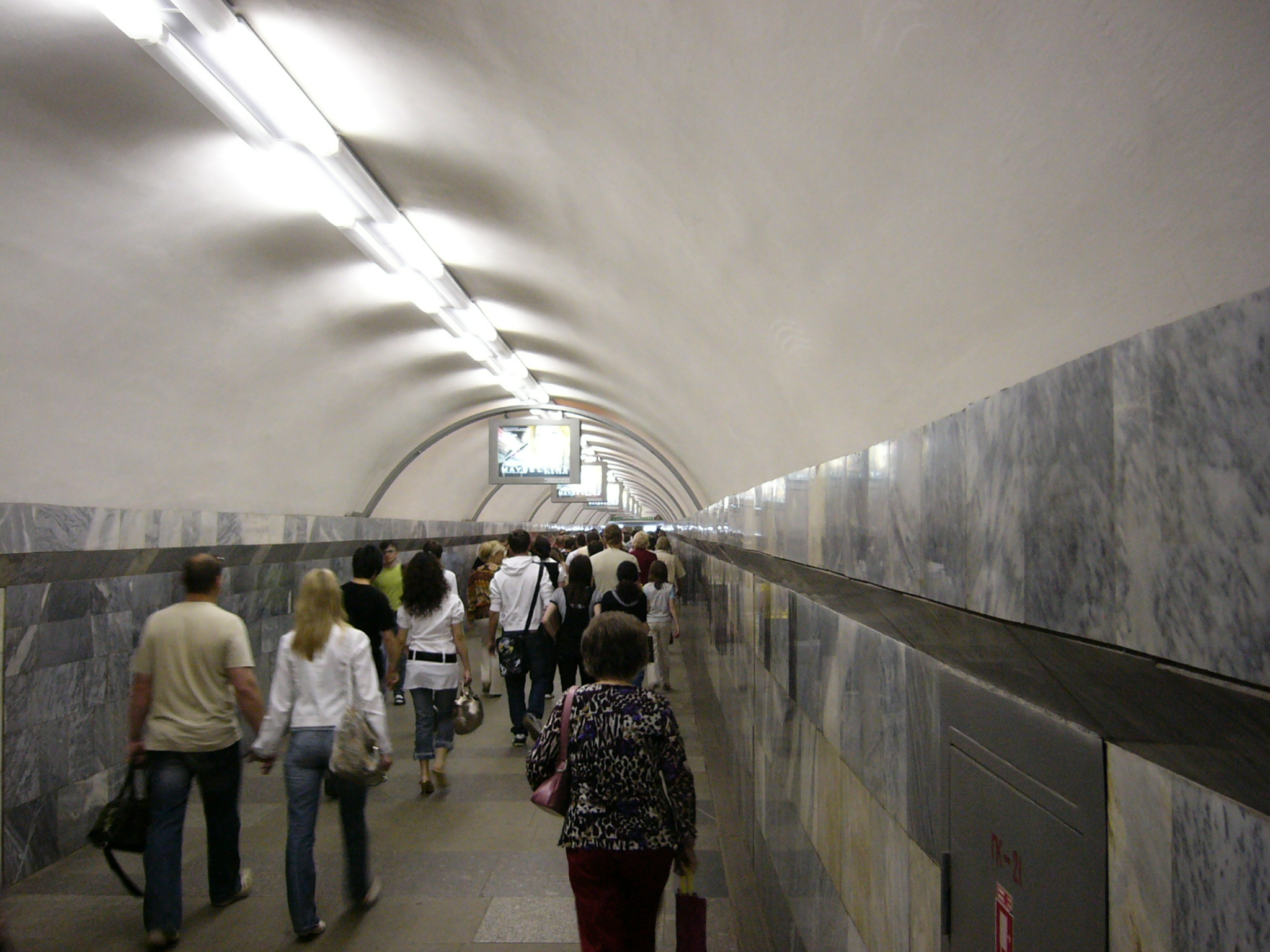
Перехідний тунель
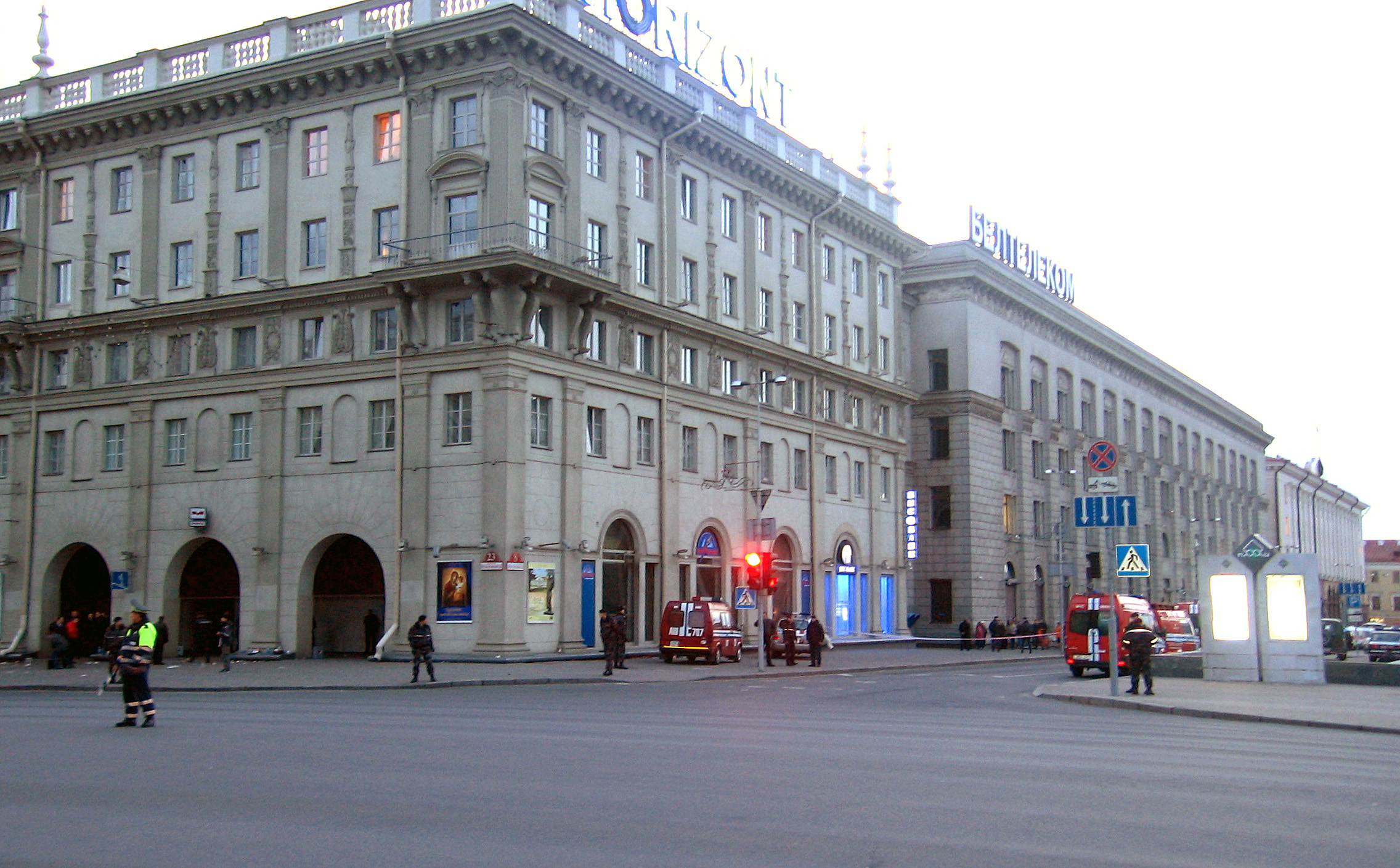
Вихід зі станції метро «Жовтнева» 11 квітня 2011, через дві години після трагедії